# Torsten Bittermann

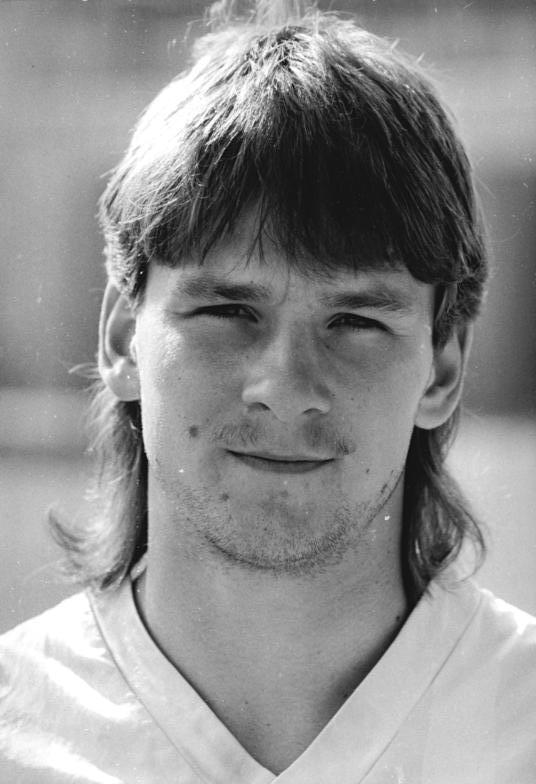
Torsten Bittermann (1990)

Torsten Bittermann (* 3. Februar 1968 in Werdau) ist ein ehemaliger deutscher Fußballspieler.

## Karriere
Torsten Bittermann wechselte 1982 von Motor Werdau in die Nachwuchsabteilung des FC Karl-Marx-Stadt. Mit dem FCK wurde er Ende der achtziger Jahre DDR-Juniorenmeister.
In der Oberligamannschaft der Sachsen konnte sich der Defensivspieler schnell etablieren. Höhepunkte seiner internationalen Laufbahn waren die Europapokalspiele der Chemnitzer gegen Boavista Porto, Juventus Turin oder Borussia Dortmund. Auf nationaler Ebene erreichte er 1993 mit dem CFC das Halbfinale im DFB-Pokal, unterlag aber den Amateuren von Hertha BSC.
2002 folgte Bittermann Ex-Trainer Christoph Franke für drei Jahre zu Dynamo Dresden, wo ebenfalls der Aufstieg in die 2. Bundesliga gelang. Insgesamt bestritt Bittermann 184 Spiele (7 Tore) in der 2. Bundesliga, 152 Einsätze in der Regionalliga (17 Tore), sowie 45 Spiele (kein Tor) in der DDR-Oberliga.
Im Sommer 2005 wurde Torsten Bittermann Co-Trainer bei der ersten Mannschaft des Chemnitzer FC. Als Assistent von Trainer Gerd Schädlich konnte er dort Erfolge wie die Sachsenpokalsiege 2006, 2008, 2010, 2012 und 2014 sowie den Aufstieg in die 3. Liga 2011 einfahren.
Derzeit (8. März 2022) ist er Team-Manager unter CFC-Cheftrainer Christian Tiffert.